# 62. ročník udílení Filmových cen Britské akademie
62. ročník udílení Filmových cen Britské akademie se konal 8. února 2009. Ocenění se předávalo nejlepším filmům a dokumentů britským i mezinárodním, které se promítaly v britských kinech v roce 2008. Nejvíce cen si domů odnesl snímek Milionář z chatrče, celkem 7.

## Vítězové a nominovaní

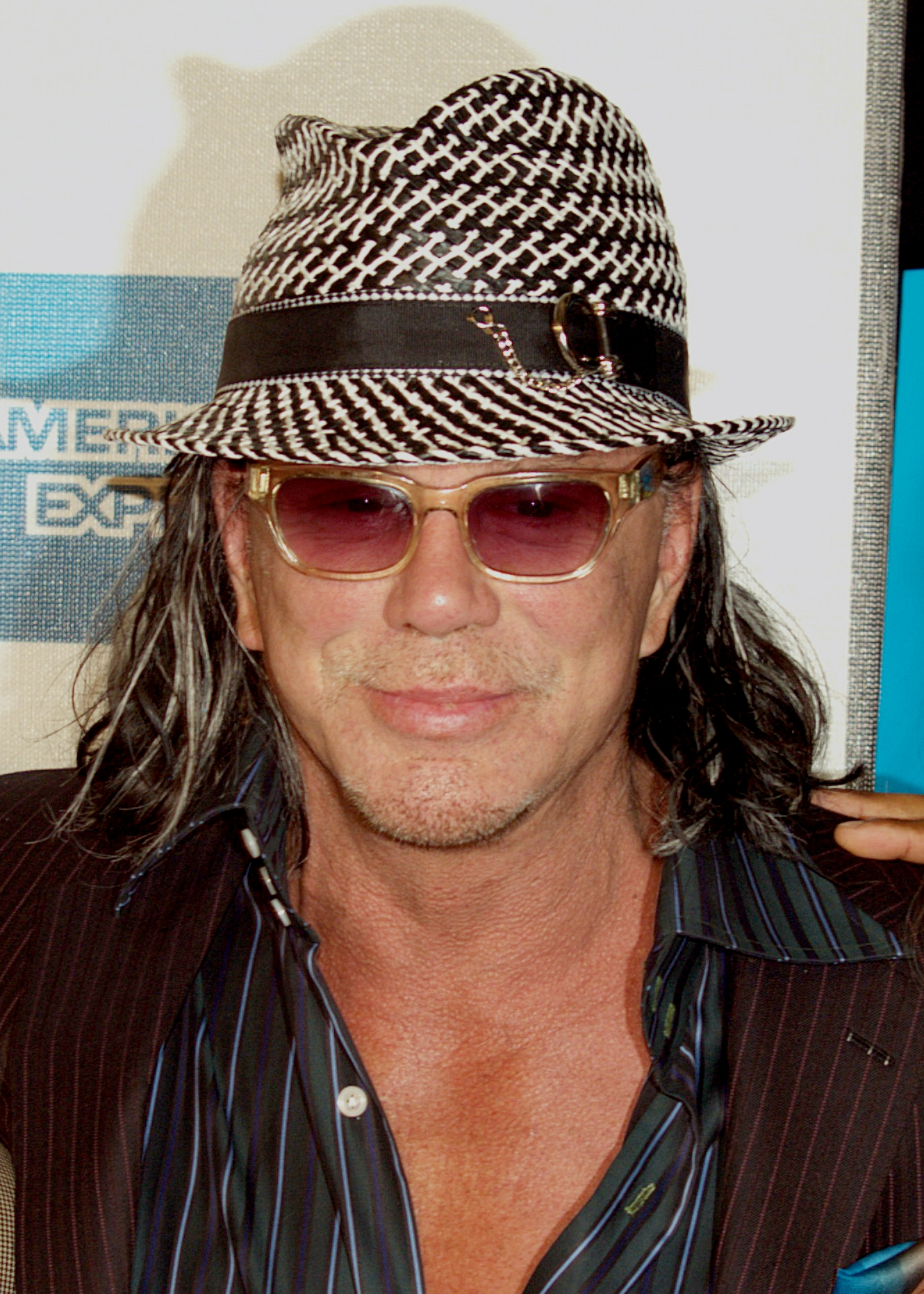
Mickey Rourke, vítěz v kategorii nejlepší mužský herecký výkon v hlavní roli (drama)

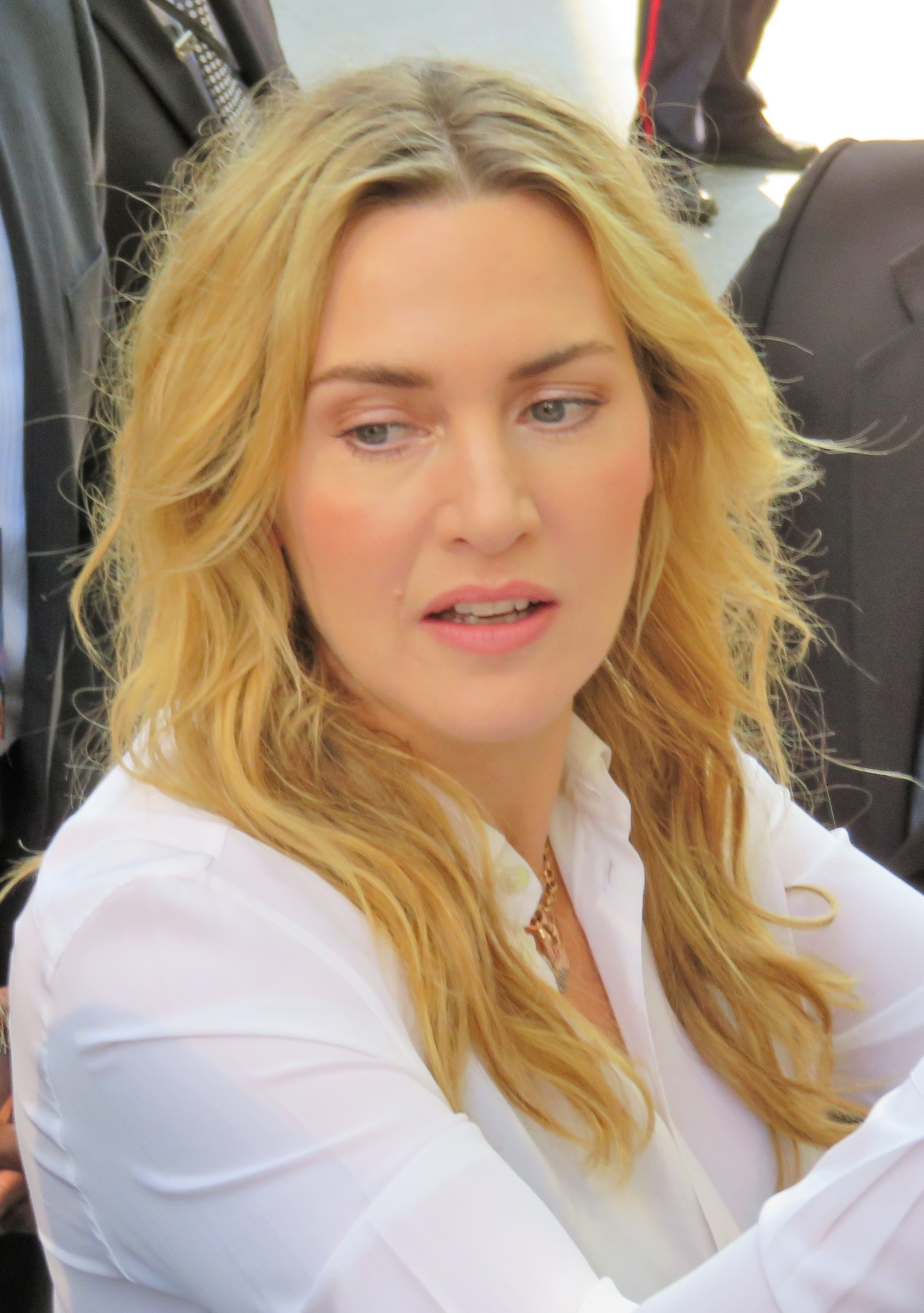
Kate Winslet, vítězka v kategorii nejlepší ženský herecký výkon v hlavní roli

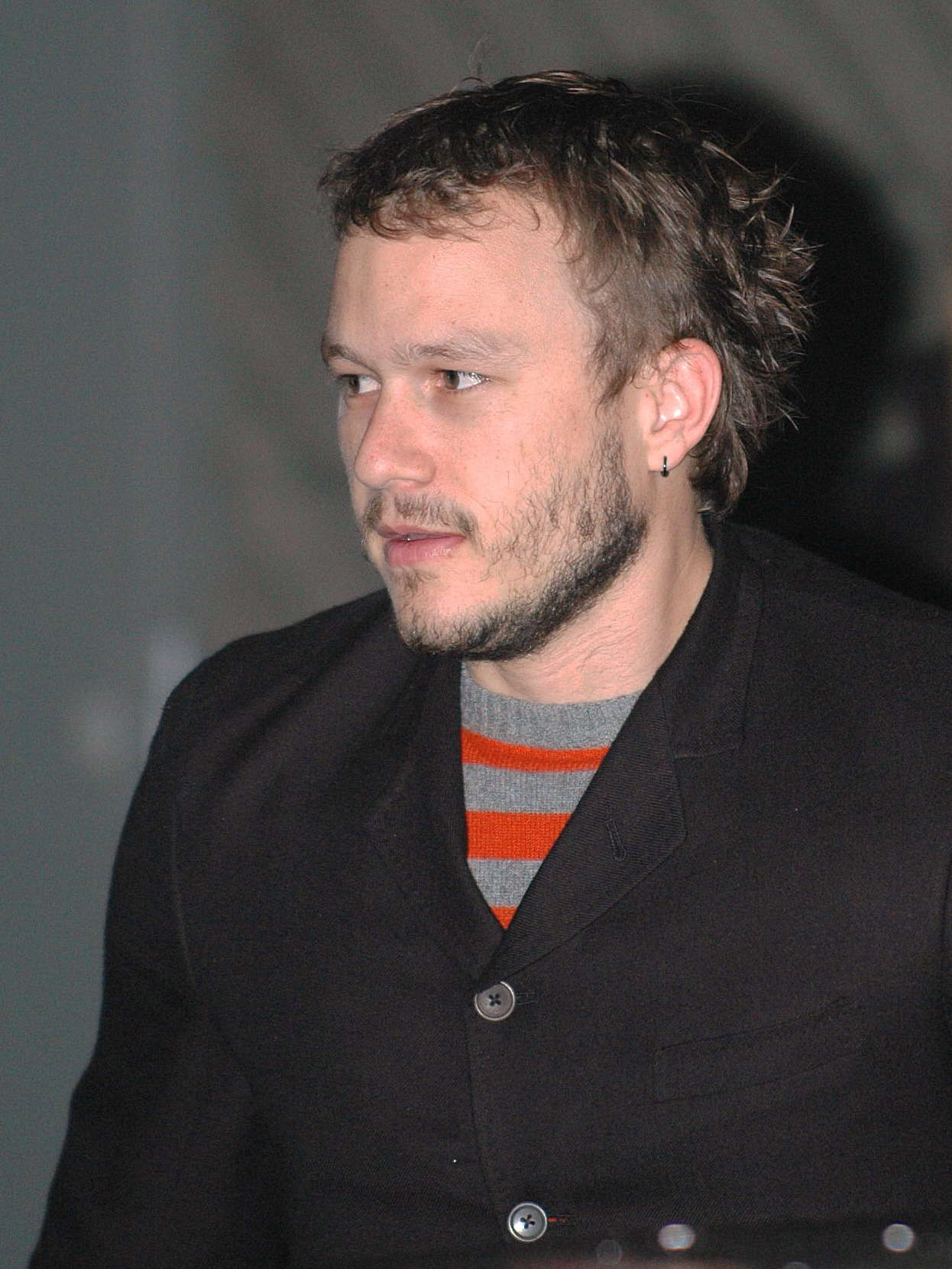
Heath Ledger, vítěz v kategorii nejlepší mužský herecký výkon ve vedlejší roli

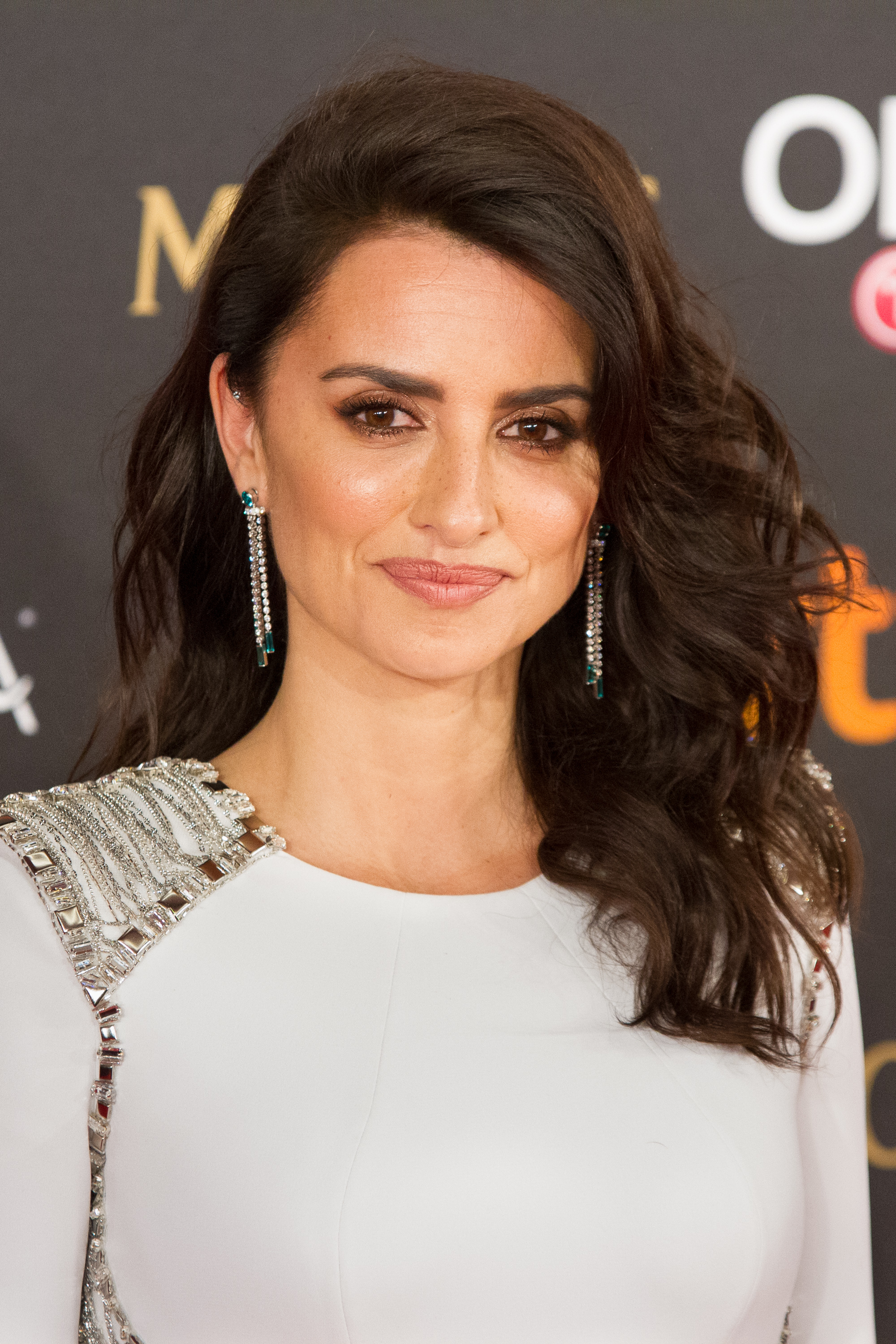
Penélope Cruz, vítězka v kategorii nejlepší ženský herecký výkon v hlavní roli

### Nejlepší britský příspěvek britské kinematografii
- studia Shepperton a Pinewood

| Nejlepší film | Nejlepší režisér |
| --- | --- |
| Milionář z chatrče - Podivuhodný případ Bejamina Buttona - Duel Frost/Nixon - Milk - Predčítač | Milionář z chatrče – Danny Boyle - Podivuhodný případ Bejamina Buttona – David Fincher - Výměna – Clint Eastwood - Duel Frost/Nixon – Ron Howard - Predčítač – Stephen Daldry                                                           |
| Nejlepší herec v hlavní role | Nejlepší herečka v hlavní roli |
| Mickey Rourke– Wrestler - Sean Penn – Milk - Frank Langella – Duel Frost/Nixon - Dev Patel – Milionář z chatrče - Brad Pitt – Podivuhodný případ Bejamina Buttona | Kate Winsletová – Předčítač - Meryl Streepová – Pochyby - Angelina Jolie – Výměna - Kristin Scott Thomas – Tak dlouho tě miluji - Kate Winsletová – Nouzový východ                                                                      |
| Nejlepší herec ve vedlejší roli | Nejlepší herečka ve vedlejší roli |
| Heath Ledger – Temný rytíř - Brendan Gleeson – V Bruggách - Robert Downey Jr. – Tropická bouře - Philip Seymour Hoffman – Pochyby - Brad Pitt – Po přečtení spalte | Penélope Cruz – Vicky Cristina Barcelona - Amy Adamsová – Pochyby - Freida Pinto – Milionář z chatrče - Tilda Swintonová – Po přečtení spalte - Marisa Tomei – Wrestler                                                                 |
| Nejlepší původní scénář | Nejlepší adaptovaný scénář |
| V Bruggách – Martin McDonagh - Po přečtení spalte – Ethan a Joel Coen - Tak dlouho tě miluji – Philippe Claudel - Výměna – J. Michael Straczynski - Milk – Dustin Lance Black                                                                                              | Milionář z chatrče – Simon Beaufoy - Podivuhodný případ Bejamina Buttona – Eric Roth a Robin Swicord - Duel Frost/Nixon – Peter Hare - Předčítač – David Hare - Nouzový východ – Justin Haythe                                          |
| Nejlepší kamera | Nejlepší debut – scénář, režie nebo produkce |
| Milionář z chatrče – Anthony Dod Mantle - Podivuhodný případ Bejamina Buttona – Claudio Miranda - Předčítač – Chris Menges, Roger Deakins - Výměna – Tom Stern - Temný rytíř – Wally Pfister                                                                               | Steve McQueen (režisér/scenárista) – Hlad - Simon Chinn (producent) – Muž na laně - Judy Craymer (producentka) – Mamma Mia! - Garth Jennings (scenárista) – Malý Rambo - Roy Boulter a Solon Papadopoulos (producenti) – O čase a městě |
| Nejlepší britský film | Nejlepší původní hudba |
| Muž na laně - Hlad - V Bruggách - Mamma Mia! - Milionář z chatrče | Milionář z chatrče – Allah Rakkha Rahman - Podivuhodný případ Bejamina Buttona – Alexandre Desplat - Temný rytíř – James Newton Howard a Hans Zimmer - Mamma Mia! – Benny Andersson a Björn Ulvaeus - Vall-I – Thomas Newman            |
| Nejlepší zvuk | Nejlepší produkční design |
| Milionář z chatrče - Výměna - Temný rytíř - Qunatum of Solace - Vall-I | Podivuhodný případ Bejamina Buttona - Výměna - Temný rytíř - Milionář z chatrče - Nouzový východ |
| Nejlepší speciální efekty | Nejlepší kostýmní design |
| Podivuhodný případ Bejamina Buttona - Temný rytíř - Qunatum of Solace - Iron Man - Indiana Jones a království křišťálové lebky | Vévodkyně - Podivuhodný případ Bejamina Buttona - Výměna - Temný rytíř - Nouzový východ |
| Nejlepší kostýmní design | Nejlepší masky |
| Podivuhodný případ Bejamina Buttona - Temný rytíř - Vévodkyně - Duel Frost/Nixon - Milk | Milionář z chatrče - Temný rytíř - Vévodkyně - Duel Frost/Nixon - Milk |
| Nejlepší střih | Nejlepší cizojazyčný film |
| Milionář z chatrče – Chris Dickens - Temný rytíř – Lee Smith - Podivuhodný případ Bejamina Buttona – Kirk Baxter a Angus Wall - Výměna – Joel Cox a Gary D. Roach - Duel Frost/Nixon – Dan Hanley a Mike Hill - V Bruggách – Jon Gregory                                   | Tak dlouho tě miluji - Baader Meinhof Complex - Valčík s Bašírem - Gomora - Persepolis - Mongol - Čingischán |
| Nejlepší animovaný film | Nejlepší krátký animovaný film |
| VALL-I - Persepolis - Valčík s Bašírem | Otázka chleba a smrti – Steve Pegram, Nick Park, Bob Baker - Codswallop – Greg McLeod, Myles McLeod - Varmints – Sue Goffe, Marc Craste                                                                                                 |
| Nejlepší krátkometrážní film | Vycházející hvězda |
| September – Stewart le Maréchal, Esther May Campbell - Kingsland #1: The Dreamer – Kate Ogborn, Tony Grisoni - Love You More – Adrian Sturges, Sam Taylor-Wood, Patrick Marber - Ralph – Olivier Kaempfer, Alex Winckler - Voyages D'Affaires – Celine Quideau, Sean Ellis | Noel Clarke - Michael Cera - Michael Fassbender - Rebecca Hallová - Toby Kebbell |